# Терер, Патрик
Патрик Кипьегон Терер — кенийский легкоатлет, который специализировался в беге на 3000 метров с препятствиями, а в настоящее время выступает в марафоне. Бронзовый призёр чемпионата Африки среди юниоров 2007 года. Бронзовый призёр чемпионата мира среди юниоров 2008 года. На мемориале братьев Знаменских 2011 года занял 3-е место. В 2010 году занял 9-е место мемориале Ван-Дамма 2010 года.
Личный рекорд на дистанции 5000 метров — 13.30,17.
Победитель Туринского марафона 2012 года с результатом 2:10.34 и 2013 года с результатом 2:08.52.

## Сезон 2014 года
11 мая выиграл Пражский марафон с личным рекордом — 2:08.07.
19 октября занял 4-е место на Toronto Waterfront Marathon — 2:08.57.